# Operação Hardtack II
Operação Hardtack II é a segunda parte dos testes ocorridos  durante a Operação Hardtack, estes testes sucederam o testes da Operação Hardtack I, a maioria dos testes geraram menos de 1 quiloton, todos foram realizados no Nevada Test Site.

## Testes
| Teste      | Data                   | Localização | rendimento      | Nota                                                       | Imagem |
| ---------- | ---------------------- | ----------- | --------------- | ---------------------------------------------------------- | ------ |
| Otero      | 12 de setembro de 1958 | Área 3      | 0.038 kilotons  |                                                            |        |
| Bernalillo | 17 de setembro de 1958 | Área 3      | 0.015 kilotons  |                                                            |        |
| Eddy       | 19 de setembro de 1958 | Área 7      | 0.083 kilotons  | detonação em balão                                         |        |
| Luna       | 21 de setembro de 1958 | Área 3      | 0.0015 kilotons |                                                            |        |
| Mercury    | 23 de setembro de 1958 | Área 12     | pequeno         |                                                            |        |
| Valencia   | 26 de setembro de 1958 | Área 3      | 0.002 kilotons  |                                                            |        |
| Mars       | 28 de setembro de 1958 | Área 12     | 0.013 kilotons  |                                                            |        |
| Mora       | 29 de setembro de 1958 | Área 7      | 2 kilotons      | tiro em balão, fiasco (potência menor que o esperado)      |        |
| Hidalgo    | 5 de outubro de 1958   | Área 7      | 0.077 kilotons  | teste em balão, fiasco(potência menor que o esperado)      |        |
| Colfax     | 5 de outubro de 1958   | Área 3      | 0.0055 kilotons | fiasco (potência menor que o esperado)                     |        |
| Tamalpais  | 8 de outubro de 1958   | Área 12     | 0.072 kilotons  |                                                            |        |
| Quay       | 10 de outubro de 1958  | Área 7      | 0.079 kilotons  | detonação em torre                                         |        |
| Lea        | 13 de outubro de 1958  | Área 7      | 1.4 kilotons    | tiro em balão, fiasco (potência menor que o esperado)      |        |
| Neptune    | 14 de outubro de 1958  | Área 12     | 0.115 kilotons  | Fiasco (potência menor que o esperado)                     |        |
| Hamilton   | 15 de outubro de 1958  | Área 5      | 0.0012          | detonação em torre, fiasco (potência menor que o esperado) |        |
| Logan      | 16 de outubro de 1958  | Área 12     | 5 kilotons      |                                                            |        |
| Dona Ana   | 16 de outubro de 1958  | Área 7      | 0.037 kilotons  |                                                            |        |
| Vesta      | 17 de outubro de 1958  | Área 9      | 0.024 kilotons  | detonação em superfície.                                   |        |
| Rio Arriba | 18 de outubro de 1958  | Área 3      | 0.090 kilotons  | detonação em torre                                         |        |
| San Juan   | 20 de outubro de 1958  | Área 3      | "zero"          |                                                            |        |
| Socorro    | 22 de outubro de 1958  | Área 3      | 6 kilotons      | tiro em balão                                              |        |
| Wrangell   | 22 de outubro de 1958  | Área 5      | 0.115 kilotons  | tiro em balão, fiasco (potência menor que o esperado)      |        |
| Oberon     | 22 de outubro de 1958  | Área 8      | "zero"          |                                                            |        |
| Rushmore   | 22 de outubro de 1958  | Área 9      | 0.188 kilotons  | teste em balão, fiasco (potência menor que o esperado)     |        |
| Catron     | 24 de outubro de 1958  | Área 3      | 0.021 kilotons  |                                                            |        |
| Juno       | 24 de outubro de 1958  | Área 9      | 0.0017 kilotons | tiro na superfície.                                        |        |
| Ceres      | 26 de outubro de 1958  | Área 3      | 0.0007 kilotons | Teste em torre                                             |        |
| Sanford    | 26 de outubro de 1958  | Área 5      | 4.9 kilotons    | tiro em balão                                              |        |
| De Baca    | 26 de outubro de 1958  | Área 7      | 2.2 kilotons    | tiro em balão                                              |        |
| Chavez     | 27 de outubro de 1958  | Área 3      | 0.0006 kilotons | tiro em torre, falhado.                                    |        |
| Evans      | 29 de outubro de 1958  | Área 12     | 0.055 kilotons  | fiasco                                                     |        |
| Mazama     | 29 de outubro de 1958  | Área 9      | "zero"          | fiasco                                                     |        |
| Humbodt    | 29 de outtubro de 1958 | Área 3      | 0.0078 kilotons | tiro em torre.                                             |        |
| Santa Fe   | 30 de outubro de 1958  | Área 7      | 1.3 kilotons    | tiro em balão                                              |        |
| Ganymede   | 30 de outubro de 1958  | Área 9      | "zero"          | tiro na superficie                                         |        |
| Blanca     | 30 de outubro de 1958  | Área 12     | 22 kilotons     | maior teste em Hardtack II                                 |        |
| Titania    | 30 de outubro de 1958  | Área 3      | 0.0002 kilotons | detonação em torre.                                        |        |

## Referencia
- Chuck Hansen, U. S. Nuclear Weapons: The Secret History (Arlington: AeroFax, 1988) ISBN 0517567407
- The Nuclear Weapons Archive
- «United States Nuclear Tests, July 1945 through September 1992 (DOE/NV-209)» (PDF). U.S. Department of Energy, Nevada Operations Office. 2000. Consultado em 15 de janeiro de 2011. Arquivado do original (pdf) em 12 de outubro de 2006